# 阿普诺辛
阿普诺辛是一种含氮有机化合物，化学式为C15H22N2O2，是β受体阻滞剂阿普洛尔的前药。